# Little Ashes
Little Ashes là một bộ phim Tây Ban Nha-Anh năm 2008 lấy bối cảnh Tây Ban Nha trong những năm 1920 và 1930, khi ba trong số những tài năng trẻ sáng tạo nhất thời đại gặp nhau tại trường đại học và bắt đầu một khóa học để thay đổi thế giới của họ. Luis Buñuel quan sát một cách bất lực khi tình bạn giữa siêu thực họa sĩ Salvador Dalí và nhà thơ Federico García Lorca phát triển thành một mối tình.
Little Ashes đã giành được GLAAD Media Award cho "Phim xuất sắc - Phát hành có giới hạn" trong Giải thưởng truyền thông GLAAD lần thứ 21.

## Nội dung
Năm 1922, Salvador Dalí (Robert Pattinson) đến trường nghệ thuật ở Madrid. Residencia de Estudiantes, hay Nơi ở của sinh viên, là một môi trường hiện đại khuyến khích những bộ óc trẻ trung nhất của Tây Ban Nha. Salvador, người quyết tâm trở thành một nghệ sĩ vĩ đại, sớm thu hút sự chú ý của giới thượng lưu xã hội Resi Federico García Lorca (Javier Beltrán) và nhà làm phim đầy tham vọng Luis Buñuel (Matthew McNulty). Cùng nhau, họ tạo thành hạt nhân của nhóm nghệ sĩ hiện đại nhất ở Madrid.
Cuộc sống riêng tư của họ ngày càng trở nên phức tạp, khi Federico bỏ qua những tiến bộ của người bạn và nhà văn tận tụy Magdalena (Marina Gatell), và chính Salvador cảm thấy sức hút của từ tính của Federico. Luis, ngày càng bị cô lập bởi sự gần gũi của bộ đôi, quyết định chuyển đến Paris để thực hiện tham vọng nghệ thuật của riêng mình. Trong khi đó, Salvador và Federico rời Madrid để trải qua mùa hè tại ngôi làng bên bờ biển Cadaques, tại nhà của gia đình Dalí.
Federico thấy mình được chấp nhận vào gia đình Dalí khi anh và Salvador ngày càng thân thiết cho đến một đêm, tình bạn của họ trở nên lãng mạn. Ngay cả khi họ đến gần hơn, mối quan hệ của họ dường như bị hủy hoại. Luis đến thăm họ tại trường đại học và trở nên nghi ngờ và kinh hoàng hơn bởi sự thân mật rõ ràng của họ.
Salvador tìm thấy nỗi ám ảnh của Federico hơn là anh ta chuẩn bị xử lý, và cuối cùng rời khỏi Paris. Được bao bọc bởi xã hội cao và suy đồi ở đó, Salvador sớm vướng vào Gala (Arly Jover), một phụ nữ đã kết hôn với một người đàn ông nổi tiếng. Khi Federico đến thăm, anh thấy bạn mình là một người đàn ông đã thay đổi, cả trong cuộc sống và chính trị của anh.

## Bối cảnh
Chi tiết về mối quan hệ giữa nghệ sĩ Salvador Dalí và nhà thơ Federico García Lorca từ lâu đã trở thành đề tài suy đoán và tranh luận giữa các nhà sử học và nhà viết tiểu sử. Trong Little Ashes, cảm xúc của Dalí và Lorca được thể hiện sâu sắc trong một mối tình mà họa sĩ bị kìm nén tình dục cố gắng (nhưng không thành).
Giữa năm 1925 và 1936, trong suốt quá trình kết bạn, Dalí và Lorca đã trao đổi rất nhiều thư. Các bản thảo gốc của những lá thư của Dalí gửi cho Lorca được tổ chức bởi Fundación Federico García Lorca ở Madrid, và những bức thư của Lorca cho Dalí được giữ bởi Fundaci Gala-Salvador Dalí trong Pubol, cũng như trong các bộ sưu tập tư nhân. Trong khi người ta thừa nhận rộng rãi rằng Lorca đã say mê Dalí, trong nhiều năm, họa sĩ đã từ chối quan hệ với Lorca.

Dalí nói: 
Anh ấy là đồng tính, như mọi người đều biết, và yêu tôi điên cuồng. Anh ta đã cố gắng lừa tôi hai lần.... Tôi vô cùng khó chịu, vì tôi không phải là người đồng tính, và tôi không quan tâm đến việc nhượng bộ. Bên cạnh đó, điều đó thật đau lòng. Vì vậy, không có gì đến từ nó. Nhưng tôi cảm thấy hết sức tâng bốc vis-à-vis uy tín. Sâu thẳm tôi cảm thấy rằng anh ta là một nhà thơ vĩ đại và tôi nợ anh ta một chút lỗ đít của Dalí. Cuối cùng anh ấy đã bỏ túi một cô gái trẻ, và cô ấy đã thay thế tôi trong sự hy sinh. Không thể khiến tôi đặt mông mình theo ý mình, anh ta thề rằng sự hy sinh của cô gái đó là của chính anh ta: đó là lần đầu tiên anh ta ngủ với một người phụ nữ.

Nhà văn của bộ phim Philippa Goslett cho rằng:
Rõ ràng có chuyện gì đó đã xảy ra, không có câu hỏi nào... Khi bạn nhìn vào những lá thư, rõ ràng có một điều gì đó đang diễn ra ở đó[...] Nó bắt đầu như một tình bạn, trở nên thân thiết hơn và chuyển đến một mức độ vật lý nhưng Dalí thấy khó khăn và không thể tiếp tục. Anh ấy nói họ đã cố gắng để quan hệ tình dục nhưng điều đó làm tổn thương, vì vậy họ không thể hoàn thành mối quan hệ.

Người viết tiểu sử của cả Dalí và Lorca, Ian Gibson, đã nêu: 
Nó phụ thuộc vào cách bạn xác định một mối tình, anh ấy [Dalí] sợ hãi vì bị bất cứ ai chạm vào, vì vậy tôi không nghĩ Lorca đã đi xa.

Ở Tây Ban Nha bị đàn áp vào giữa những năm 1930, đồng tính luyến ái của Lorca dường như đã mang đến một sự hồi hộp bổ sung cho những người ám sát ông vào năm 1936. Nhà viết tiểu sử của Lorca Leslie Stainton đã gợi ý rằng những kẻ giết người đã nhận xét về xu hướng tính dục của ông

## Diễn viên
- Robert Pattinson vai Salvador Dalí
- Javier Beltrán vai Federico García Lorca
- Matthew McNulty vai Luis Buñuel
- Marina Gatell vai Magdalena
- Bruno Oro vai Paco
- Esther Nubiola vai Adela
- Marc Pujol vai Carlos
- Arly Jover vai Gala Dalí
- Simón Andreu vai Fernando del Valle
- Vicky Peña vai dì của Magdalena
- Rubén Arroyo vai Rafael
- Diana Gómez vai Ana María
- Pep Sais vai Art Teacher
- Joan Picó vai Young Officer
- Ferran Audí vai Guard 1
- Adría Allué vai Guard 2
- Ferran Lahoz vai Señor Milagro
- Cristian Rodrigo vai Young Journalist
- Sue Flack vai Madam
- Adrian Devant as Puppeteer
- Ramón Enrich vai Professor
- Xavi Siles vai Man 1
- Philippa Goslett và Hannah Rũtzou vai chị em của Federico
- Paco Alonso vai Gypsy Singer

## Sản xuất
Tiêu đề được lấy từ bức tranh Cenicitas (Little Ashes) năm 1927 của Salvador Dalí. Ban đầu nó được gọi là The Birth of Venus, trước khi được đổi thành Sterile Efforts và cuối cùng Cenicitas. Nó được trưng bày lần đầu tiên vào ngày 20 tháng 3 năm 1929 trong một triển lãm ở Madrid. Nó một lần nữa được trưng bày trong triển lãm cá nhân đầu tiên của ông ở Paris vào tháng 6 năm 1931. Bức tranh hiện đang nằm trong bộ sưu tập Dalí của Museo Nacional Centro de Arte Reina Sofía ở Madrid.

## Phát hành
Little Ashes được công chiếu tại thường niên lần thứ 16 Liên hoan phim Raindance tại London. Buổi chiếu bán hết được lên kế hoạch vào ngày 7 tháng 10 năm 2008 lúc 19:00 và buổi chiếu thứ hai cũng được thêm vào ngày 8 tháng 10 lúc 14:30. Little Ashes được công chiếu tại Mỹ tại liên hoan phim Miami Gay & Lesbian. Vào ngày 8 tháng 5 năm 2009, nó chỉ được công chiếu tại 11 địa điểm của Hoa Kỳ.
DVD Anh Quốc đã được phát hành vào ngày 13 tháng 7 năm 2009 và được xếp hạng 15. DVD Hoa Kỳ được phát hành vào ngày 26 tháng 1 năm 2010.

## Tiếp tân quan trọng
Bộ phim giữ tỷ lệ "Rotten" 24% dựa trên 70 đánh giá với điểm trung bình là 4.2 trên tổng số 10 trên tổng hợp đánh giá phim Rotten Tomatoes. Sự đồng thuận của trang web nói: "Nó có một dàn diễn viên tuyệt đẹp, nhưng Little Ashes phải chịu một giai điệu không đồng đều và dư thừa những khoảnh khắc ngớ ngẩn vô tình."
Ty Burr của Quả cầu Boston đã chiếu bộ phim và viết: "Điều gì có ý định là một cái nhìn táo bạo về tình dục bị kìm nén, ba cách và tất cả, có sức mạnh kịch tính của một sự thật- yêu truyện tranh ".
Greg Quill của Toronto Star đã viết: "Ngay cả các nhà quay phim Adam Suschitzky có kết cấu phong phú và cảnh quan thành phố và cảnh nông thôn cũng không thể bù đắp cho một kịch bản thiếu sót và những màn trình diễn yếu đuối trong những gì có thể là một bộ phim lịch sử mạnh mẽ".
Chris Hewitt của St. Paul Pioneer Press nhận xét rằng: "Bộ phim, với phông nền được vẽ xấu, diễn xuất cứng và hoàn toàn thiếu động lực kịch tính, thật đáng xấu hổ khi xem".
Tuy nhiên, Steven Rea của Philadelphia Inquirer đã cho bộ phim một đánh giá tích cực bằng cách gọi nó: "Một tiểu sử dũng cảm và tha thiết".